# 慢性中耳炎
慢性中耳炎（まんせいちゅうじえん）は中耳炎のひとつである。
- 鼓膜穿孔が持続している状態
- 鼓膜は中耳を外界から遮断することにより、中耳を感染から防御しているが、鼓膜穿孔する事により中耳が外界と直接つながってしまい、中耳に細菌感染症が惹起される。
- 中耳の感染症が慢性化することは、内耳障害を引き起こし、耳鳴り、難聴を引き起こす。

## 症状
- 難聴
- 耳漏
- 耳鳴り